# Zhangwang
Zhangwang (kinesiska: 张汪镇, 张汪) är en köping i Kina. Den ligger i provinsen Shandong, i den östra delen av landet, omkring 200 kilometer söder om provinshuvudstaden Jinan. Antalet invånare är 83557. Befolkningen består av 38 818 kvinnor och 44 739 män. Barn under 15 år utgör 14,0 %, vuxna 15-64 år 75 %, och äldre över 65 år 9,0 %.
Genomsnittlig årsnederbörd är 1 224 millimeter. Den regnigaste månaden är juli, med i genomsnitt 241 mm nederbörd, och den torraste är januari, med 11 mm nederbörd.